# Бубакар Сіре
Бубакар Сіре (*д/н —бл. 1723) — сатігі (імператор) держави Фута-Торо в 1709—1710 та 1718—1721 роках.

## Життєпис
Походив з династії даніанке. Син сатігі Сіре Табакалі. Про молоді роки обмаль відомостей. 1709 року повалив стриєчного брата — сатігі Самбу Донде. Але невдовзі проти нього виступив зведений брат останнього — Гелааджо Джегі, який 1710 року здобув перемогу.
Бубакар Сіре спочатку втік до емірату Бракна, згодом перебрався до Марокко. Тут 1716 року з тамтешнім султаном Мулай Ісмаїлом уклав угоду, за якою отримував марокканські війська (15 тис. вояків) в обмін на обіцянку надсилати до Марокко зерно. Фактично цим визнав зверхність марокканського султана.
За цим з найманим військом виступив проти сатігі Гелааджо Джегі, проти якого повстав небіж Буубу Мууса. 1718 року Бубакар Сіре здолав Джегі, який загинув. також змусив відступити Буубу Муусу, проте не здолав його остаточно. Війна між ними тривала до 1721 року, коли Бубакар Сіре зазнав тяжкої поразки й мусив тікати. Але до 1723 року (дати смерті) намагався відновитися на троні.